# 올리베르 안트만
올리베르 안트만(핀란드어: Oliver Antman, 2001년 8월 15일 ~ )은 핀란드의 프로 축구 선수로, 에레디비시 클럽 고 어헤드 이글스와 핀란드 국가대표팀에서 윙어로 활약하고 있다.

## 구단 경력

### 노르셸란
2018년 9월 27일, 그니스탄은 안트만을 노르셸란에 초기 이적료 50,000유로에 매각했다고 발표했다. 이 계약은 여름 이적 시장의 마지막 날에 완료되었다. 안트만은 외국 클럽에 매각된 최초의 선수였다. 안트만은 이미 클럽에서 시범 경기를 진행 중이었으며, 2018년 5월에 노르셸란의 리저브 팀에서 한 시간 동안 활약하며 골도 넣었다. 리저브 팀은 경기를 4-2로 승리하며 리저브 팀 리그에서 승리했다.
안트만의 첫 시니어 경험은 2019년 2월 16일, 덴마크 수페르리가의 호브로 IK와의 경기 내내 벤치에 앉아 있었다. 그는 2019년 3월 30일, 새로 부임한 감독 플레밍 페데르센의 첫 경기에서 노르셸란 소속으로 공식 데뷔 전을 치렀다. 안트만은 덴마크 수페르리가의 미트윌란과의 경기에서 3분을 남기고 모하메드 쿠두스를 대신해 벤치에서 선발 출전해 0-0 무승부를 기록했다.
2019년 2월, 1군 감독 카스페르 율만은 안트만이 노르셸란에 합류하기 전까지 많은 빅 클럽들이 안트만을 쫓고 있다고 밝혔다. 2019년 8월 20일, 안트만은 노르셸란와 2024년 6월까지 계약을 연장했다. 2년 후인 2022년 9월 6일, 안트만은 다시 한 번 2025년 6월까지 새로운 계약을 체결했다.

#### 흐로닝언으로의 임대
이적 마감일인 2023년 1월 31일, 안트만은 시즌이 끝날 때까지 네덜란드 에레디비시 클럽 흐로닝언에 합류하여 (강등되지 않을 경우) 매수 옵션을 받았다. 2023년 2월 5일, 안트만은 트벤터와의 경기에서 65분에 조이 펠루페시를 대신해 교체 투입되어 흐로닝언 데뷔 전에서 득점했다. 안트만은 경기 시작 4분 만에 흐로닝언의 유일한 골을 넣었지만, 경기는 1-1로 끝났다. 흐로닝언이 시즌이 끝나고 에이르스터 디비시로 강등된 후 안트만은 덴마크로 돌아갔다.

#### 노르셸란으로의 복귀
노르셸란으로 돌아온 후, 안트만은 덴마크 클럽의 주전 선수로 활약하며 2023-24년 시즌 초반 몇 분 동안 활약했다. 안트만은 2023년 9월 초, 핀란드와 덴마크 간의 국제 경기에서 부상을 당해 무기한 출전 명단에서 제외되었다. 2024년 2월 중순, 노르셸란은 안트만이 부상으로 5개월 만에 다시 훈련에 복귀했다고 발표했다. 그는 2024년 2월 18일, 겨울 휴식기 이후 다시 라인업에 복귀하여 2023년 9월 초 이후 처음으로 수페르리가에서 후반 교체 선수로 출전했으며, 륑뷔와의 경기에서 3-2로 승리했다.

### 고 어헤드 이글스
2024년 8월 13일, 안트만은 에레디비시 클럽 고 어헤드 이글스와 1년 옵션으로 3년 계약을 체결했으며, 이적료는 150만 유로로 보고되었다. 이는 그의 새 클럽 역사상 가장 비싼 계약 중 하나가 되었다. 그는 미코 라카마아, 마르코 파르넬라, 카리 아르키부오, 니클라스 타르바야르비에 이어 이글스와 계약한 다섯 번째 핀란드 선수가 되었다.
11월 25일, 그는 VI 풋볼 매거진이 선정한 이 주의 팀에 처음으로 선정되었다. 12월 15일, 그는 에레디비시에서 열린 위트레흐트와의 원정 경기에서 3-3 무승부를 기록하며 팀의 세 번째 골에도 도움을 주었다. 9경기 연속 골과 8개의 어시스트를 기록한 안트만은 네덜란드 신문 AD에 의해 2025년 1월에 처음으로 에레디비시 이 주의 팀에 선정되었다. 안트만은 1월 18일, 자신의 이전 소속팀인 흐로닝언을 상대로 한 경기에서 시즌 두 번째 골을 기록하며 팀의 2–1 승리에 기여했다. 2월 26일에는 PSV와의 KNVB 베커르 준결승전에서 빅토르 에드바르드센의 결승골을 어시스트하며 고 어헤드 이글스가 1964–65년 시즌 이후 60년 만에 결승전에 진출하는 데 기여했다. 3월 1일에는 PSV와의 에레디비시 경기에서 두 골을 기록했고, 그중 하나는 3–2 홈 승리를 이끄는 결승골이었다. 3월 5일, 안트만은 EA 스포츠 FC 25에서 선정한 이 주의 팀에 이름을 올렸다. 3월 9일에는 NEC 네이메헌과의 원정 경기에서 3–2 승리를 거두는 데 기여했으며, 한 골과 두 개의 어시스트를 기록하며 팀의 세 골 모두에 관여했다. 다음 날, 안트만은 ESPN 네덜란드가 선정한 에레디비시 이 주의 선수로 이름을 올렸다.

## 국가대표팀 경력
안트만은 핀란드 U-18, U-19, U-21 국가대표팀에서 경기를 치렀다. 2022년 9월 26일, 21세의 안트만은 몬테네그로와의 2022-23년 UEFA 네이션스리그 B 경기에서 핀란드 국가대표팀에 데뷔했다. 안트만은 두 팀 모두 1-0 골을 넣으며 2-0으로 앞서 나갔다.
UEFA 유로 2024 예선에서 안트만은 카자흐스탄과의 원정 경기에서 1-0으로 승리하는 결승골을 포함해 5경기에서 3골을 넣었다. 덴마크와의 경기에서 부상을 당해 마지막 예선 4경기에 출전하지 못했다. 그의 사타구니는 2023년 9월, 핀란드 투르쿠에서 외과의사 라세 렘파이넨에 의해 수술을 받았다.